# Nationella övergångsrådet
Nationella övergångsrådet, ibland Nationella libyska rådet eller Övergångsrådet i Libyen, på engelska: The National Transitional Council of Libya (NTC), arabiska: المجلس الوطني الإنتقالي (uttalas: al-majlis al-waṭanī al-'intiqālī), var Libyens exekutiva övergångsråd eller övergångsregering som styrde Libyen från den 23 augusti 2011 i samband med det Libyska inbördeskriget fram till den 8 augusti 2012 när rådet upplöstes och makten lämnades över till det civila och demokratiskt valda parlamentet. Rådet bildades i Benghazi i Libyen den 26 februari 2011 av bland annat landets förre justitieminister Mustafa Abdul Jalil, vilken också kom att bli rådets ledare och Libyens statschef från dess maktövertagande till dess upplösning.[källa behövs]
Rådet styrde över de områden av landet som kontrollerades av den libyska oppositionen under det libyska inbördeskriget 2011, och var ett alternativ till Muammar al-Gaddafis regim. Ända från upprorets begynnelse hade rådet sitt säte i landets näst största stad Benghazi, men när huvudstaden Tripoli i augusti 2011 kom under rådets kontroll flyttades vissa av rådets funktioner över från Benghazi till Tripoli.

## Historik
Nationella libyska rådet erkändes den 26 februari som Libyens legitima regim av Libyens ambassad i USA.
Mustafa Mohamed Abdul al-Jalil meddelade den 26 februari 2011 att rådet var en interimsregering. Redan den 27 februari 2011 meddelade rådet att det var al-Jalils egen tolkning. Rådet ska dock fungera som revolutionens ansikte utåt.. Rådet blev dessutom utan ledare då al-Jalil som hade meddelat om bildandet av regeringen inte hade fått tillräckligt stöd från de övriga oppositionsledarna.
Den 10 mars 2011 erkände Frankrike som första land i världen rådet som Libyens legitima regering.
Den 8 augusti 2011 upplöstes Nationella övergångsrådets dåvarande kabinett.
Frankrike och Storbritannien bjöd den 1 september 2011 andra länder till ett möte i Paris för att ge stöd åt det av rebellrådet styrda Libyen.
Representanter från knappa sextio länder samlades.
Den 8 augusti 2012 upplöstes rådet i samband med att makten i landet lämnades över till det civilt demokratiska nyvalda parlamentet.